# Aziz Ansari
Aziz Ismail Ansari [ənˈsaːri] (* 23. Februar 1983 in Columbia, South Carolina) ist ein US-amerikanischer Schauspieler, Komiker, Autor sowie Produzent und Regisseur indisch-tamilischer Abstammung.
Internationale Bekanntheit erlangte Ansari durch seine Rolle als Tom Haverford in der Serie Parks and Recreation sowie als Darsteller in der Netflix-Serie Master of None, für die er mit zwei Emmys und einem Golden Globe ausgezeichnet wurde. Darüber hinaus ist er ein erfolgreicher Stand-Up-Komiker und erhielt 2014 den Variety Power of Comedy Award. Ansari gilt als der erste Indisch-amerikanische Schauspieler, der mit einem Fernsehpreis ausgezeichnet wurde.

## Biografie

### Frühe Jahre
Aziz Ansari wurde 1983 in Columbia, South Carolina als Sohn von indischen Einwanderern geboren. Seine Eltern stammen aus dem Bundesstaat Tamil Nadu und immigrierten Anfang der 1980er Jahre in die Vereinigten Staaten. Beide gehören einer Minderheit von muslimischen Tamilen an. Sein Vater Shoukath Ansari ist Gastroenterologe; seine Mutter Fatima ist beruflich als Geburtshelferin und Gynäkologin tätig. Sein sieben Jahre jüngerer Bruder Aniz ist von Beruf ebenfalls Schauspieler und Regisseur. Die Geschwister wuchsen in guten Verhältnissen in Bennettsville auf. Dort besuchte Aziz nach der Grundschule die South Carolina Governor's School for Science and Mathematics. Zu Beginn der 2000er Jahre bewarb sich Ansari für ein Studium an der New York University in der Fakultät Stern School of Business. Sein dreijähriges Studium schloss er 2004 mit dem Bachelor of Business Degree in Marketing ab.

### Karriere
Nach seinem Studium blieb Ansari zunächst in New York City. Dort machte er erste Versuche in den Clubs als Standup-Comedian und machte daraus schließlich seinen Beruf. Aus einer wöchentlichen Show im UCB Theater wurde Mitte der 2000er zusammen mit zwei anderen Comedians die Comedy-Serie The Human Giant auf  MTV. Von 2009 bis 2015 spielte er in der NBC-Serie Parks and Recreation die Rolle des Tom Haverford. 2009 war er neben Adam Sandler im Film Wie das Leben so spielt zu sehen. Er spielte auch in den Filmen Trauzeuge gesucht! und Männertrip mit. Weiter erschien er in vier Episoden der US-Ärzte-Comedy Scrubs – Die Anfänger als Medizinstudent Ed. Außerdem sah man Ansari zusammen mit Jesse Eisenberg im Film 30 Minuten oder weniger der Ende 2011 in die Kinos kam. 2012 sprach er Squint im Animationsfilm Ice Age 4 – Voll verschoben. Im April 2012 wurde er von Seth Rogen und Evan Goldberg für die Filmadaption des Jason-Stones-Kurzfilms Jay and Seth Versus the Apocalypse besetzt.
Sein erstes Comedy-Album veröffentlichte Aziz Ansari 2010. Es trug den Titel Intimate Moments for a Sensual Evening und eroberte Platz 1 der Comedyalbum-Charts.
2015 übernahm Ansari die Hauptrolle in der Comedyserie Master of None, für die er auch das Drehbuch schrieb und als Regisseur fungierte. Ansari wurde in dieser Rolle als erster indischstämmiger, amerikanischer Schauspieler im Rahmen der Emmy-Verleihung 2016 als bester Hauptdarsteller in einer Comedyserie nominiert. 2018 gewann er für die zweite Staffel den Golden Globe Award als Bester Serien-Hauptdarsteller – Komödie oder Musical.

## Vorwurf der sexuellen Belästigung
Ansari wurde im Magazin Babe mit dem Vorwurf der sexuellen Belästigung konfrontiert, der 2017 stattgefunden haben soll. Ansari veröffentlichte daraufhin eine Stellungnahme, in der er die Vorwürfe nicht abstritt, Fehler einräumte und um Entschuldigung bat, jedoch betonte, dass aus seiner Sicht alles einvernehmlich geschah. Er betonte auch, weiterhin die #metoo-Bewegung unterstützen zu wollen, die er für wichtig und überfällig halte.

## Filmografie (Auswahl)

### Film
- 2006: Der Date Profi (School for Scoundrels)
- 2008: The Rocker – Voll der (S)Hit (The Rocker)
- 2009: Wie das Leben so spielt (Funny People)
- 2009: Shopping-Center King – Hier gilt mein Gesetz (Observe and Report)
- 2009: Trauzeuge gesucht! (I Love You, Man)
- 2010: Männertrip (Get Him to the Greek)
- 2011: 30 Minuten oder weniger (30 Minutes or Less)
- 2011: Der perfekte Ex (Stimme des Jay)
- 2012: Ice Age 4 – Voll verschoben (	Ice Age: Continental Drift, Stimme des Squint)
- 2012: Cruel Summer (Kurzfilm)
- 2013: Epic – Verborgenes Königreich (Epic, Stimme des Mub)
- 2013: Das ist das Ende (This Is the End)
- 2014: Reine Männersache (Date and Switch)
- 2014: Food Club (Kurzfilm)
- 2017: The Problem with Apu
- 2022: Bob’s Burgers – Der Film (The Bob’s Burgers Movie, Stimme des Darryl)

### Fernsehen
- 2007–2008: Human Giant (Serie, 20 Episoden)
- 2009: Reno 911! (Fernsehserie, 3 Episoden)
- 2009: Scrubs – Die Anfänger (Scrubs, Fernsehserie, 4 Episoden)
- 2009–2015, 2020: Parks and Recreation (Fernsehserie, 121 Episoden)
- 2010: Intimate Moments for a Sensual Evening (TV Special)
- 2010: The Life & Times of Tim (Comedyserie)
- 2012–2018: Bob’s Burgers (14 Episoden, Stimme von Darryl)
- 2013: The Getaway	(Dokumentation, Episode Aziz Ansari in Hong Kong)
- 2013–2015: Adventure Time – Abenteuerzeit mit Finn und Jake (3 Episoden, Stimme des DMO)
- 2015–2021: Master of None (Fernsehserie, 25 Episoden)
- 2018: Ugly Delicious (Fernsehserie, 1 Episode)
- 2019: Aziz Ansari: Right Now (TV Special)
- 2020: Mark-Twain-Preis 2020 (Liveübertragung)
- 2022: Aziz Ansari: Nightclub Comedian (TV Special)

### Musikvideos
- 2011: Jay-Z & Kanye West – Otis

## Diskografie
Alben
- 2010: Intimate Moments for a Sensual Evening
- 2012: Dangerously Delicious
- 2015: Buried Alive

### Comedy Specials
- 2010: Intimate Moments for a Sensual Evening (Als CD und DVD veröffentlicht)
- 2012: Aziz Ansari: Dangerously Delicious
- 2013: Aziz Ansari: Buried Alive (Veröffentlichung am 1. November 2013 bei Netflix)
- 2015: Aziz Ansari: Live at Madison Square Garden (Veröffentlichung am 6. März 2015 bei Netflix)
- 2019: Aziz Ansari: Right Now(Veröffentlichung am 9. Juli 2019 bei Netflix)
- 2022: Aziz Ansari: Nightclub Comedian (Veröffentlichung 2022 bei Netflix)

## Auszeichnungen (Auswahl)
Critics’ Choice Television Awards
- Jan. 2016: Nominierung als bester Hauptdarsteller in einer Comedyserie (Master of None)

Emmys
- 2016: Nominierung als bester Hauptdarsteller in einer Comedyserie (Master of None)
- 2016: Bestes Drehbuch bei einer Comedyserie (Master of None)
- 2016: Nominierung für die beste Regie bei einer Comedyserie (Master of None)

Golden Globe Awards
- 2016: Nominierung für die bester Serien-Hauptdarsteller – Komödie oder Musical (Master of None)
- 2018: Bester Serien-Hauptdarsteller – Komödie oder Musical (Master of None)

Image Awards
- 2013: Nominierung als bester Nebendarsteller in einer Comedyserie (Parks and Recreation)
- 2016: Nominierung für das beste Drehbuch bei einer Comedyserie (Master of None)
- 2016: Nominierung für die beste Regie bei einer Comedyserie (Master of None)

Just For Laughs Awards
- 2016: Comedy Person of the Year[10]

Teen Choice Awards
- 2010: Nominierung als Choice Comedian

Television Critics Association Awards
- 2016: Nominierung für Individual Achievement in Comedy (Master of None)